# Canal Park
Canal Park est un stade de baseball situé à Akron en Ohio.
Cette enceinte inaugurée en 1997 est utilisée par l'équipe d'Akron Aeros qui évolue en Eastern League (niveau AA). Doté de 25 loges, Canal Park est équipé d'un nouveau tableau d'affichage sous forme d'écran vidéo depuis août 2006. Le stade tient son nom du canal de l'Ohio qui longe le champ gauche.

## Dimensions
- Champ gauche : 331 ft
- Champ centre : 376 ft / 400 ft
- Champ droit : 337 ft